# Василий II (Филакопул)
Василий II Филакопул (греч. Βασίλειος Β Φιλακόπουλος  ум. 1186) - патриарх Константинопольский, занимавший пост на протяжении трёх лет (1183-1186).
Предшественником патриарха Василия II Филакопула был патриарх Феодосий Ворадиот, а его преемником был патриарх Никита II Мунтан.
Василий II Филакопул родился в Константинополе, где и получил образование, изучая риторику, богословие и философию.
До интронизации Василий II занимал пост диакона и патриаршего хартофилакса, принимал участие в дипломатических миссиях в Иерусалим и Рим. 
Василий II Филакопул добивался патриаршего престола и достиг его лишь путём соглашения с императором Андроником I Комнином, письменно обещав делать всё, что будет угодно.

## Биография
Василий II происходил из рода Каматерос, члены которого обеспечили Василию должность ведущего чиновника в XII веке. 
Первоначально Василий II служил при императоре Мануиле I Комнине в качестве дипломата, но после провальной миссии в Италии он впал в немилость и был изгнан. Василий II был возвращен в саy во время правления Андроника I Комнина, который также был изгнан Мануилом.
Отношения императора Андроника и патриарха Феодосия Ворадиота были обострены из-за того, что патриарх выступал против императора по ряду причин. 
Патриарх Феодосий Ворадиот не желал благословлять брак незаконнорожденной дочери Ирены с Алексеем, незаконнорожденным сыном Мануила I, из-за того, что молодожёны были близкими родственниками, а также Патриарх Феодосий Ворадиот был неугоден императору по причине изгнания им вдовствующей императрицы Марии Антиохийской из Большого дворца. Феодосий был вынужден отречься от престола и был заменен Василием. 
Василий II Филакопул добивался патриаршего престола и достиг его лишь путём соглашения с императором Андроником I Комнином, письменно обещав делать всё, что будет угодно.
Когда Василий II был рукоположен в сан патриарха он сразу же выполнил все приказы императора Андроника, благословив брак и оправдал убийц молодого императора Алексея II Комнина. Однако после того, как император Андроник I был свергнут и казнен в сентябре 1185 года, Василий не смог снискать расположение нового императора Исаака II Ангела, несмотря на то, что он совершил обряд его коронации. 
Василий II был низложен и осужден синодом за одобрение брака Ирены и Алексея.
Его дальнейшая судьба неизвестна.